# ФК Стакорина
ФК Стакорина је фудбалски клуб из Чајнича који се такмичи у оквиру Друге лиге Републике Српске — Исток.

## Историја
Клуб је основан 1962. године у ФНР Југославији.

## Резултати
- Друга лига Републике Српске у фудбалу — Српско Сарајево 1995/96. (7. мјесто)
- Друга лига Републике Српске у фудбалу — Српско Сарајево 1996/97. (9. мјесто)
- Друга лига Републике Српске у фудбалу — Српско Сарајево 1997/98. (11. мјесто)
- Друга лига Републике Српске у фудбалу — Југ 1998/99. (7. мјесто)
- Друга лига Републике Српске у фудбалу — Југ 1999/00. (6. мјесто)
- Друга лига Републике Српске у фудбалу — Исток 2000/01. (5. мјесто)
- Друга лига Републике Српске у фудбалу — Исток 2001/02. (10. мјесто)
- Друга лига Републике Српске у фудбалу — Исток 2002/03. (14. мјесто)
- Друга лига Републике Српске у фудбалу — Југ 2003/04. (6. мјесто)
- Друга лига Републике Српске у фудбалу — Југ 2004/05. (7. мјесто)
- Друга лига Републике Српске у фудбалу — Југ 2005/06. (8. мјесто)
- Друга лига Републике Српске у фудбалу — Југ 2006/07. (6. мјесто)
- Друга лига Републике Српске у фудбалу — Југ 2007/08. (13. мјесто)
- Регионална лига Републике Српске у фудбалу — Југ 2008/09. (7. мјесто) (кажњена одузимањем 12 бодова)
- Куп Републике Српске у фудбалу 2009/10. (шеснестина финала)
- Регионална лига Републике Српске у фудбалу — Југ 2009/10. (2. мјесто)
- Куп Републике Српске у фудбалу 2010/11. (осмина финала)
- Регионална лига Републике Српске у фудбалу — Југ 2011/12. (1. мјесто)
- Друга лига Републике Српске у фудбалу — Исток 2011/12.